# Списак ликова серије Винкс
Винкс је анимирана серија у копродукцији студија Rainbow SpA и Nickelodeon, оба део предузећа ViacomCBS. Садржи ликове које је креирао и дизајнирао стрип уметник Иђинио Страфи. Серија се одвија у Магичној димензији где група вилинских ратница бране свој универзум од зликоваца. Група, названа Винкс, похађа, а касније и дипломира на Алфеи, школи за виле. Специјалци, група ученика мушког пола из суседне школе Црвене фонтане, често се придружују Винкс у њиховим авантурама. Специјалци немају магичне моћи и уместо тога тренирају за борбу помоћу ласерског оружја.
Винкс води Блум, ученица са Земље која је мислила да је просечна девојка док није открила своје моћи засноване на Змајевом пламену. У оригиналну групу спадају Стела, вила сјајног Сунца; Флора, вила природе; Мјуза, вила музике и Техна, вила технологије. Оне деле стан у кампусу Алфее. Вила таласа, Аиша, представљена је у другој сезони и постала је шести члан групе. Вила животиња, Рокси, представљена је у четвртој сезони и повремено се придружује осталим вилама. Сваке сезоне серије Винкс представља нове негативце који се боре са главним ликовима.
Ликови серије Винкс постали су популарни код публике. Критички одговор на ликове је позитиван, уз похвале за њихове позитивне односе и презентацију родних улога. Ликови су се појавили у разним медијима, укључујући спин-оф серију Винкс свет, серију стрипова и видео игре. 2012. нове епизоде серије укључивале су CGI анимиране секвенце које су приказивале ликове у 3D-у. Играна серија инспирисана серијом Винкс, Винкс сага: Судбина, представљена је 2021. године и садржи неке од оригиналних ликова.
У оригиналној серији (1—4. сезона), уста ликова су анимирана како би се подударала са италијанским гласовним глумцима, који су своје текстове снимали у Риму. Оживљена серија, почев од једносатних специјала, прво је продуцирана на енглеском језику. Специјали и 5—6. сезона анимиране су како би се подударале са холивудском глумачком екипом, која је снимала своје текстове у студију Atlas Oceanic. 7. сезона је такође била усклађена са енглеским сценаријима канала Nickelodeon и студија , али због смањења буџета, Viacom је преселио гласове из Холивуда у Њујорк. У наставку су наведени само глумци из две оригиналне улоге.

## Стварање и продукцијска историја
Иђинио Страфи развио је ликове серије Винкс за кратку пилот епизоду „Магична Блум”, која је завршена 2001. Одећа ликова направљена је по узору на традиционалне европске виле, док су њихови наступи били лабаво инспирисани популарним личностима тог доба. У интервјуу за IO Donna из 2011, Страфи је изјавио да је Бритни Спирс послужила као инспирација за Блум, Камерон Дијаз за Стелу, Џенифер Лопез за Флору, Пинк за Техну и Луси Лу за Мјузу. Страфи је желео да виле представљају „жене данашњице” и да изгледају модерније од класичних примера попут la Fata Turchina.
Након одржавања пробних пројекција пилота, Страфи је био незадовољан неодушевљеном реакцијом публике на застарели стил одевања ликова. Ангажовао је италијанске модне дизајнере да ликовима дају модернији изглед. Флора је претрпела неколико промена јер је Страфи осетио да тест публика не воли њен дизајн. Првобитно су јој се цртале наочаре и светлије боје коже; за целу серију уклоњене су јој наочаре и дата јој је тамнија кожа како би изгледала „латинскије”. Мушке колеге Винкс вила, Специјалисте, створени су као одговор на захтев да серија треба да садржи мушке главне улоге.
Према Иђинију Страфију, свака од личности Винкс вила направљена је што је могуће више како би се „тинејџери из целог света могли идентификовати са ликом за који мисле да су им најсличнији”. Након премијере прве сезоне широм света, продукцијски тим чуо је да су амерички гледаоци приметили одсуство црних ликова у серији. Као одговор, Страфи је дизајнирао шесту вилу по имену Аиша, која има тамнију кожу од осталих. Њен дизајн је инспирисан Бијонсе и представљена је у првој епизоди друге сезоне. Четврта сезона представља седмог члана, Рокси, која се повремено придружује осталим вилама.
Након што је Viacom постао сувласник студија Rainbow 2011, нове сезоне серије Винкс ушле су у продукцију студија Viacom, Nickelodeon Animation Studio и Rainbow. За ову поново покренуту серију (која је започела са четири специјална дела која препричавају Блумину причу о пореклу), Viacom је ангажовао популарне глумце да позајме гласове многим ликовима. Међу тим звездама били су Аријана Гранде као Дијаспро, Елизабет Гилис као Дафни, Кики Палмер као Аиша, Мет Шајвли као Скај и Данијела Моне као Мици.

## Винкс
- Блум је вила Змајевог пламена. Њена моћ потиче од извора њених моћи: пламен Великог Змаја, божанства које је створило Магичну Димензију. Она је најмоћнија вила[18] и вођа Винкс. Пре него што је открила своје магичне моћи, живела је на Земљи као обична девојка, несвесна свог рођења на планети Домино. Током прве три сезоне, Блум открива мистерију уништавања своје матичне планете од стране Античких вештица, што је кулминирало битком против њих. Блум излази са Скајем током целе серије и прихвата његову понуду за брак у филму Винкс 3Д: Чаробна авантура. Такође има плавог кунића зеца по имену Кико (глас позајмљује Ди Бредли Бејкер). Блумина италијанска гласовна глумица је Летиција Сијампа[19] и њена холивудска глумица је Моли Квин.[20] Блумине српске гласовне глумице су Јелена Стојиљковић (1—3. сезона; Чаробна авантура), Мина Лазаревић (Тајна изгубљеног краљевства), Александра Цуцић (4. сезона), Јадранка Пејановић (5. сезона, 1—13. епизода), Александра Ширкић (5. сезона, 14—26. епизода), Бојана Тушуп (6—7. сезона) и Маја Николић (4. и 8. сезона).

- Стела је екстровертна и спонтана вилина сјајног Сунца. Има дугу плаву косу и њене моћи укључују манипулацију светлошћу и коришћење енергије Сунца и Месеца.[21] Она је вешта уметница и модне цртеже. Током серије, Стела креира сопствене костиме за групу како би следила своје снове да постане модна дизајнерка.[а] Стела је Блумина најбоља пријатељица и ужива бити у центру пажње. Она је најстарија од Винкс вила, јер су је годину дана задржавали у Алфеи. Верена је за Скајевог телохранитеља Брендоном, којим је опседнута. Стелина италијанска глумица је Перла Либератори и њена холивудска глумица је Ејми Грос.[22] Стелине српске гласовне глумице су Мариана Аранђеловић (1—3, 7. сезона; Чаробна авантура), Нина Линта Лазаревић (Тајна изгубљеног краљевства), Мина Лазаревић (4. сезона) и Софија Јеремић (5. сезона, 14—26. епизода; 6. сезона) и Ана Марија Стаменковић (4. и 8. сезона).

- Флора је осетљива и стидљива вила природе са планете Линфеа. Има дугу, смеђу косу са плавим шишкама. Флора црпи снагу из биљака, а њена соба у Алфеи подсећа на стакленик. Она је миротворка Винкс вила, верујући у заштиту других и околине. Флора је стручњак за напитке из групе који припрема лекове биљног порекла. Флора почиње да се забавља са Хелијом у другој сезони. Флорина италијанска гласовна глумица је Иларија Латини и њена холивудска глумица је Алехандра Рејносо. Флорине српске гласовне глумце су Александра Ширкић (1—2. сезона; Чаробна авантура), Јелена Ђорђевић (3. сезона), Миљана Кравић (Тајна изгубљеног краљевства), Александра Цуцић (4. сезона Блу хаус), Ивона Рамбосек (4. сезона Облакодер), Јована Јелић (5. сезона, 14—26. епизода; 6. сезона), Софија Јеремић (7. сезона) и Јелена Тркуља (8. сезона).

- Мјуза је вила музике са планете Мелодија. Има плаво-црну косу која се у прве две сезоне носи у кратким кикама, а након тога у дужој фризури. Њене моћи укључују манипулисање звучним таласима и музиком. Воли музику и плес, а понекад може бити и песимиста. Она је најискренија и најразумнија у групи. Мјуза пролази кроз вишеструке прекиде са својим дечком Ривеном, укључујући један у шестој сезони[23] који се наставља кроз седму сезону. Мјузина италијанска гласовна глумица је Гема Донати и њена холивудска гласовна глумица Роми Дејмс. Мјузине српске гласовне глумице су Бојана Стефановић (1—2. сезона), Снежана Нешковић (3—4. сезона), Дубравка Ковјанић (Тајна изгубљеног краљевства), Александра Ширкић (Чаробна авантура), Владислава Спасић (5. сезона, 1—13. епизода), Миомира Драгићевић (5. сезона, 14—26 епизода; 6—7. сезона) и Ђурђина Радић (4. и 8. сезона).

- Техна је вила технологије. Има светлу кожу, кратку магента косу (обично у пикси фризури) и плаво-зелене очи.[б] Она је са планете Зенит и своје магичне способности црпи из машина и енергије. Техна поседује фотографско памћење и знање из науке, помажући јој да измисли уређаје како би помогла себи и пријатељима. Техна ужива у експериментисању са рачунарским програмима и игрању видео-игара. Она је уређена и рационална, користи логику за решавање проблема.[24] Техна излази са Тимијем током целе серије. Технина италијанска гласовна глумица је Домитила Д'Амико и њена холивудска гласовна глумица Морган Декер.[22][25] Тенине српске гласовне глумице су Наташа Балог (1—4. сезона), Александра Цуцић (Тајна изгубљеног краљевства), Даница Тодоровић (Чаробна авантура; 5. сезона, 2—26. епизода; 7. сезона), Сандра Спасовски (6. сезона) и Нина Перишић (4. и 8. сезона).

- Аиша је вила таласа, представљена у другој сезони. Аиша се придружује Винкс вилама након што су је друге виле спасиле од Лорда Даркара. Она је са планете Андрос, царства океана. Има тамну кожу, коврџаву тамносмеђу косу и плаве очи. Аиша је у стању да контролише и манипулише ружичастом течношћу која се зове морфикс. Бунтовна је и атлетска, има страст према спорту и плесу. У шестој и седмој сезони, Аиша улази у романтичну везу са Нексом након смрти њеног вереника Набуа у четвртој сезони. Аишина италијанска гласовна глумица је Лаура Ленђи и њена холивудска гласовна глумица је Кики Палмер. Аишине српске гласове глумице су Александра Ђурић (2—3. сезона), Јована Цветковић (Тајна изгубљеног краљевства), Наташа Балог (4. сезона Блу хаус), Драгана Милошевић (4. сезона Облакодер), Даница Тодоровић (Чаробна авантура; 5. сезона, 2—26. епизода; 7. сезона), Сандра Спасовски (6. сезона) и Дина Вучај (8. сезона). На српском, име Лејла је коришћено у 2—7. сезони и Аиша у 8. сезони.

- Рокси је вила снажне воље животиња, представљена у четвртој сезони. Повремено се придружи Винкс вилама и три издавачке куће серије проглашавају је седмим чланом Винкс вила.[26][27][28] Најмлађа је и најслабија од вила.[29] Рокси је мушкарача који живи у Гарденији на Земљи, где ради као барменка. Она је последња преостала вила рођена на Земљи, јер су Чаробњаци црног круга затворили њене вилинске рођаке у царство Тир на Нога пре догађаја у серији. У петој сезони, Рокси се уписује у школу Алфеа, где јача своју животињску магију. Има паметног кућног љубимца по имену Арту. Роксина италијанска гласовна глумица је Дебора Магнаги и њена холивудска гласовна глумица је Лилијана Муми. Роксине српске гласове глумице су Снежана Нешковић (4. сезона), Владислава Спасић (6. сезона) и Наташа Аксентијевић (7. сезона).

## Специјалци, Паладини и Чаробњаци
Школа специјалце Црвена фонтана је школа у Меџиксу која обучава мушко становништво разним способностима. Њени полазници су познати као Специјалци, који служе у одредима. Они комуницирају са Винкс и осталим вилама у Меџиксу.
- Скај је вођа Специјалаца. Престолонаследник је и касније и краљ планете Ераклион. Има светлу кожу, плаве очи и плаву косу. Он и Блум излазе током серије; Скај јој касније предлаже брак у филму Чаробна авантура. Скај је син краља Ерендора и краљице Самаре, која га је у почетку упарила са принцезом по имену Дијаспро. Скај је раскинуо са Дијаспро након што је сазнао за њено себично понашање. Најбољи је пријатељ са својим телохранитељем Брендоном. Скајев италијански гласовни глумац је Алесандро Кватра и његов холивудски гласовни глумац је Мет Шајвли. Скајеви српски гласовни глумци су Милан Антонић (1—4. сезона; Чаробна авантура), Даниел Сич (Тајна изгубљеног краљевства), Владимир Василић (5. сезона, 1. епизода), Зоран Стојић (5. сезона, 2—13. епизода), Ђорђе Симић (5. сезона, 14—26. епизода; 6—7. сезона) и Стеван Шербеџија (4. и 8. сезона).

- Брендон је најбољи Скајев пријатељ и телохранитељ и Стелин вереник. Он је најјачи од Специјалаца[30] и најизлазнији од момака. Има светлу кожу, кратку смеђу косу са дугим ресама и смеђе очи. Брендонови италијански гласовни глумци су Масимилијано Алто, Нани Балдини и Ђанлука Крисафи и његов холивудски гласовни глумац је Адам Грегори. Брендонови српски гласовни глумци су Марко Марковић (1—4. сезона), Дејан Дедић (4. сезона Облакодер), Бојан Лазаров (Тајна изгубљеног краљевства), Милан Тубић (Чаробна авантура), Ђорђе Симић (5. сезона, 1. епизода), Владимир Василић (5. сезона, 14—26. епизода; 7. сезона), Предраг Дамњановић (6. сезона) и Страхиња Блажић (8. сезона).[31]

- Ривен је такмичарски настројени и тврдоглави Специјалац. Има светлу кожу, кратку, шиљасту ружичасту косу и плавољубичасте очи. Мајка га је напустила при рођењу и он је опрезан према женама. Са Мјузом има испрекидан однос; раскидају се у шестој сезони и то се наставља кроз седму сезону. Ривеново оружје по избору су црвено-љубичасти фантосабер и метеорски чекић. Ривенов италијански гласовни глумац је Мирко Мацанти и његов холивудски гласовни глумац је Сем Ригел. Ривенови српски гласовни глумци су Радован Вујовић (1—3. сезона), Иван Томић (Тајна изгубљеног краљевства), Небојша Миловановић (4. сезона Блу Хаус), Никола Ранђеловић (4. сезона Облакодер), Милан Тубић (Чаробна авантура), Зоран Стојић (5. сезона, 14—26. епизода; 6. сезона) и Милош Ђуровић (8. сезона).

- Тими је Специјалац који потиче из породице угледних научника из Меџикса. Воли технологију и вешт је у командовању бродовима Црвене фонтане. У погледу борбе је најмање вешт од Специјалаца, али је стручњак за машине. Носи наочаре, има светлу кожу и светло смеђу наранџасту косу са малим ресама. Његова девојка је Техна; његова стидљивост смета му што Техни говори о својим осећањима према њој. Тимијев италијански гласовни глумац је Корадо Конфорти и његов холивудски гласовни глумац је Чарли Шлатер. Тимијеви српски гласовни глумци су Жељко Алексић (1—2. сезона), Срђан Јовановић (3. сезона), Даниел Сич (Тајна изгубљеног краљевства), Милан Антонић (4. сезона; Чаробна авантура), Ђорђе Симић (5. сезона, 14—26. епизода; 6. сезона), Владимир Василић (7. сезона) и Александар Кецман (4. и 8. сезона).

- Хелија, који је представљен у другој сезони, уметнички је Специјалац и нећак управника Црвене фонтане Саладина. Хелија је пацифиста која брине о природи и својим пријатељима. Он је Флорин дечко и врло је романтичан. Воли да слика и пише поезију за њу. У прве две сезоне има дугу плаво-црну косу везану у опуштени реп, а од четврте сезоне коса је кратка са шиљастим ресама. Његово оружје по избору је ласерска рукавица. Хелијин италијански гласовни глумци су Франческо Пецули[32] и Леонардо Грацијано и његов холивудски гласовни глумац је Дејвид Фаустино. Хелијин српски гласовни глумац је Срђан Јовановић (2. сезона), Синиша Убовић (3. сезона), Иван Томић (Тајна изгубљеног краљевства), Драган Вујић (4. сезона Блу Хаус), Стеван Здравић (4. сезона Облакодер), Томаш Сарић (Чаробна авантура), Зоран Стојић (5. сезона, 14—26. епизода), Ђорђе Симић (6—7. сезона) и Виктор Влајић (8. сезона). На српском, име Хилио је коришћено у 2—4. сезони и Хелија у 5—8. сезони.

- Рој је Специјалац са Андроса који ради за Аишиног оца. Рој има светло смеђу кожу, шиљасту плаву косу и сиве очи. Може се борити под водом. Попут Набуа, Рој користи магију и заљубио се у Аишу, која полако узвраћа своја осећања, али се спријатељи с њим до шесте сезоне. Ројев ривал за Аишину наклоност је Паладин Некс. Ројев италијански гласовни глумац је Емануел Руца и његов холивудски гласовни глумац је Брајтон Џејмс. Ројев српски гласовни глумац је Марко Долаш и Предраг Дамњановић (6. сезона).

Још три лика су приказана са значајним сличностима са Специјалцима, горе, али никада нису присуствовали Црвеној фонтани, па према томе нису ни Специјалци:
- Набу је Чаробњак племенитости који је рођен на планети Андрос. Представљен је у трећој сезони када Аиша открије да је договорено да се уда за њега. Користећи псеудоним Офир, Набу потајно напушта Андрос да би сазнао каква је Аиша. Винкс и Специјалци верују да је он шпијун Валтора, али након што их спаси у више наврата, Набу стиче њихово поштовање и Аишину љубав. Његово оружје је магични штап и има светло смеђу кожу, уплетену црвено-смеђу косу и љубичасте очи. У четвртој сезони, Набу умире када се жртвује да спаси земаљско вилинско царство Тир на Ног. Набуов италијански гласовни глумац је Саша Де Тони и његов холивудски гласовни глумац је Вил Благроу. Набуови српски гласовни глумци су Срђан Јовановић (3. сезона), Томаш Сарић (Чаробна авантура), Марко Марковић (4. сезона Блу хаус) и Душан Мајкић (4. сезона Облакодер).

- Принц Торен је Паладин који је Скајев рођак и Дафнин супруг. Његово оружје је земљотресни чекић. Он и Скај имају незадовољство један против другиг. Има светлу кожу, таласасту смеђу косу и плавозелене очи. Торенов италијански гласовни глумац је Алесијо Де Филипис и његов холивдуски гласовни глумац је Чарли Шлатер. Торенови српски гласовни глумци су Зоран Стојић (6. сезона) и Предраг Дамњановић (7. сезона).

- Некс је друштвени, самоуверени Паладин и Торенов пријатељ. Има светлу кожу, сиву косу и светло-смеђе очи. Он и Аиша привлаче се у шестој сезони. Његово оружје је халберда ветра. Нексови италијански гласовни глумци су Данијел Рафаели и Марко Басети и његов холивудски глумац је Адам Грегори. Нексови српски гласовни глумац су Предраг Дамњановић (6—7. сезона) и Танасије Ћакић (8. сезона).

## Антагонисти
- Трикс су три вештице са разним моћима. Оне су главни антагонисти прве сезоне које почињу као ученице Облачног торња, где их вршњаци обожавају и плаше их се. Оне краду већи део Блумине моћи док она не схвати да су њене моћи ограничене сумњом у себе. Врати јој довољно енергије да победи Трикс и затворени су у Тврђају Рокалуче. У другој сезони Трикс беже уз помоћ Даркара. У петој сезони добијају Мрачни Сиреникс од Тритона. Трикс се враћају као главни зликовци у шестој сезони, на крају које су закључане у Легендаријуму. У седмој сезони, Брафилијус проналази Трикс и случајно их пушта. Оне се освећују Алфијиним вилама. Трикс хватају Брафилијуса и користе Камен сећања за путовање у далеку прошлост. У осмој сезони, Трикс се враћају на страну Валтора.

- - Ајси је најстарија из трија и њихов вођа, чије моћи потичу од леда. Презире Блум и најконкурентнија је са Винкс. Ајси је агресивнија од Дарси, али смиренија од Сторми. Ајсина кожа је бледа; има светлоплаву косу везану у високи реп и носи плаву и тил одећу. Ајсина италијанска гласовна глумица је Татјана Деси и њена холивудска гласовна глумица је Лариса Олејник. Ајсине српске гласовне глумице су Ана Марковић (1—3. сезона), Мариана Аранђеловић (Чаробна авантура) Јадранка Пејановић (5. сезона, 1—13. епизода), Александра Ширкић (5. сезона, 14—26. епизода), Јована Цавнић (6. сезона), Наташа Аксентијевић (7. сезона) и Александра Белошевић (8. сезона).

- - Дарси, средња из трија, своје моћи црпи из сенки и таме. Ужива у мучењу Пиксија и мање је агресивна од својих пријатељица, више воли суптилне и манипулативне технике. Има светлу кожу, дугу смеђу косу и тамнољубичасту одећу уз коју су понекад наочаре. Дарсина италијанска гласовна глумица је Федерика Де Бортоли и њена холивудска гласовна глумица је Џенифер Коди. Дарсине српске гласовне глумце су Софија Јеремић (1—3. сезона), Александра Ширкић (Чаробна авантура), Даница Тодоровић (5. сезона), Бојана Тушуп (6. сезона), Миомира Драгићевић (7. сезона) и Ђурђина Радић (8. сезона).

- - Сторми, најмлађа из трија, има моћ над олујним временом. Она је најтемпераментнија у групи и склона је насилним испадима. Њена импулсивност често доводи трио у проблеме. Има препланулу кожу, љубичасту фризуру у облику облака и црвенкасто-љубичасту одећу. Стормина италијанска гласовна глумица је Валерија Видали и њена холивудска гласовна глумица је Кимберли Брукс. Стормине италијанске гласовне глумице су Јована Мишковић (1—3. сезона), Јелена Стојиљковић (Чаробна авантура), Миомира Драгићевић (5. сезона, 14—26. епизода; 6. сезона), Мариана Аранђеловић (7. сезона) и Тамара Белошевић (8. сезона).

- Лорд Даркар, такође зван и Мрачни Феникс, је главни антагониста друге сезоне. Он је исконско биће које је изазвало уништење Домина, контролишући Античке вештице и Валтора када су га уништили. Након што су поражени, Даркар је послат у дубок сан и буди се на почетку друге сезоне. Отме Пиксије, спаси Трикс из њиховог затвора и отвори портал за Царство Реликса. Скоро успева у својој завери да претендује на моћ и завлада Магичним универзумом, али га поражава Чармикс конвергенција Винкс девојака. Даркаров италијански гласовни глумац је Фабрицио Темперини и његов холивудски гласовни глумац је Мајкл Дорн. Даркаров српски гласовни глумац је Радован Вујовић.

- Валтор је чаробњак[33] и главни антагониста треће и осме сезоне. Створиле су га Античке вештице из тамне искре Змајевог пламена. Помогао је вештицама да униште Домино, али су их поразили Орител и Марион, који су га затворили у Омега димензију. Трикс га ослобађају у трећој сезони и постају његове савезнице. Након што је ослобођен, Валтор тежи да постане највећи чаробњак Магичног универзума освајањем сваког царства. На крају треће сезоне, Валтор се претвара у демона и ослобађа чаролију која готово уништава Меџикс. Винкс ослобађају чаролије које је украо. Блум на крају побеђује Валтора када она гаси његов Змајев пламен. Арген га на крају оживљава у осмој сезони, да би га Винкс још једном уништиле. Валторов италијански гласовни глумац је Гвидо Ди Наћио. Валторови српски гласовни глумци су Марко Марковић (3. сезона) и Ненад Стојменовић (8. сезона).

- Античке вештице су древне вештице Беладона, која има моћ над ледом; Лилис, која има моћ над тамом и Фарма, који има моћ над олујама. У прошлости су покушале да изврше инвазију на Бескрајни океан и суочили су се са нимфама Дафни и Политеом. Проклеле су моћ Сиреникса нимфи, претворивши Дафни у бестелесни дух, а Политеу у чудовиште. Такође су напале Домино да би стекле моћ Змајевог пламена, али их је поразила Дружина Светлости. Њихове акције су уништиле Домино, замрзнувши и потамневши планету и затворивши њене становнике у обсидијанској димензији. Вештице су такође затворене и постале су бестелесни духови.

- Мандрагора је зла вештица која има моћ над инсектима, а појављује се само у филму Тајна изгубљеног краљевства. Она служи Античким вештицама и чуварка је Обсидијана, царства чистог зла. Мандрагорина италијанска гласовна глумица је Цинција Де Каролис.[34] Мандрагорина српска гласовна глумица је Душица Синобад.

- Чаробњаци црног круга су четири главна зликовца четврте сезоне. У прошлости су развили начин да се одупру вилинској магији, што им је омогућило да затворе све земаљске виле и украду магију са планете. Они се боре против Винкс током прве половине сезоне, али су поражени када Блум користи своје Биливикс моћи да убеди људе Гарденије да верују у магију и виле. Ово чини моћи Чаробњака бескорисним и чини их рањивима на Блумине нападе. Њихове моћи су ослабљене и морају се сакрити у канализацију. У финалу сезоне, преостали Чаробњаци су смрзнути у Омега димензији и падају у пукотину. Иако Чаробњаци црног круга деле одређене моћи, попут отварања Мрачне капије за хватање вила и бацање очаравања, они такође имају појединачне моћи:

- - Огрон је вођа Чаробњака црног круга који може упити и одбити магију. Са сваким ударцем вилинске магије који упије постаје све јачи и моћнији. Огронов италијански гласовни глумац је Патрицио Прата. Огронови српски гласовни глумци су Драган Вујић (Блу хаус) и Александар Кецман (Облакодер).

- - Думан је мењач облика који може попримати изглед животиња и других људи. Набу га поражава док пати од болести узроковане његовим нестабилним моћима. Думанов италијански гласовни глумац је Давид Лепоре. Думанов српски гласовни глумци су Небојша Миловановић (Блу хаус) и Иван Благојевић (Облакодер).

- - Анаган има надљудску брзину. Анаганов италијански глумци је Андреа Лавађнио. Анаганов српски гласовни глумац су Марко Марковић (Блу Хаус) и Стеван Здравић (Облакодер).

- - Гантлос може произвести моћне, разорне ударне таласе. Гантлосов италијански гласовни глумац је Кристијан Ијансанте. Гантлосов српски гласовни глумци су Небојша Миловановић (Блу хаус) и Славиша Репац (Облакодер).

- Тритон је главни антагониста пете сезоне. Он је Аишин рођак, син Нептуна и Легее и брат Нереја. Једном је био тритон који је послат у затвор након покушаја убиства Нереја, који је изабран за Нептуновог наследника престола уместо Тритона. Тритону је одузета титула принца, а касније је мутиран у демона због токсичног загађења. Упијање већег загађења повећава његову снагу. Тритон је поражен од Винкс девојака када Блум уништи његов трозубац у коме се налазе све његове зле моћи и прогнан је у Заборав због својих поступака. Тритонов италијански гласовни глумац је Алберто Богнани и његов холивудски гласовни глумац је Адам Вајл. Тритонов српски гласовни глумац је Предраг Дамњановић (5. сезона, 14—26. епизода).

- Селина је једна од главних антагониста шесте сезоне. Долази са Земље и некада је била Блумина пријатељица. Она је бруцошкиња у Облачном торњу и поседује магичну књигу под називом Легендаријум која може оживети легенде и митове. Она постаје слуга чаробњака по имену Ахерон, који је био запечаћен у Легендаријуму. Селина је обећала да ће га пустити заузврат за изузетно јаке моћи, знање о потенцијалу његових моћи и способност да влада заједно с њим. Ахерон се окренуо против ње након што је пуштен. Селина је телепатијом контактирала Блум и две пријатељице су успеле да још једном затворе Ахерона у Легендаријум заједно са Трикс. Видећи грешку својих путева, Селина спремно користи кључ Легендаријума да заувек закључа магичну књигу. Касније се поново састаје са својом вилинском кумом и менторком Елдором и дочекује је као ученицу. Селинина италијанска гласовна глумица је Елеонора Рети и њена холивудска гласовна глумица је Џесика Дикичо. Селинина српска гласовна глумица је Јована Цавнић.

- Ахерон је главни антагониста шесте сезоне. Моћан је и опасан чаробњак који је научио мрачну магију на Земљи. Створио је књигу под називом Легендариујм и покушао је да је искористи да постане најјачи и најстрашнији чаробњак Магичног универзума, али није могао да контролише његове моћи и заробио се у његове странице. У шестој сезони наговара Селину да ради за њега и постане довољно јака да га пусти. У замену, Ахерон је обећао да ће Селини доделити велике моћи и знање о Легендаријуму. Када га Селина пусти, окреће се против ње и побеђује га Блум када га она зароби у Бескрајну кутију, која може трајно да садржи било шта магично. Ахеронов италијански гласовни глумац је Марко Басети и његов холивудски гласовни глумац је Сем Ригел. Ахеронов српски гласовни глумац је Зоран Стојић и Ђорђе Симић.

- Политеа је зла вила Сиреникса која се борила заједно са Дафни да заштити Магичну димензију и Бескрајни океан од Античких вештица. Издала је Дафни и стала на страну Античких вештица, које су ставиле клетву на Сиреникс која је Дафни претворила у дух без тела, а Политеу у чудовиште налик змају. Политеа је живела у пећини у облику ајкуле у Бескрајном океану. Дарси и Сторми украли су Политеине зле Сиреникс способности и она је избледела од стварности. У филму Мистерија бездани, Политеа се враћа као дух без тела и удружује се са Трикс да би добила моћан објекат назван Бисер дубина. Политеа наговара Трикс да манипулишу Тритоном да отму Скаја и користе га за стицање моћи Царевог трона. Када Тритон добије бисер, она му се открије и користи своју мрачну магију да контролише њега и Трикс. Политеа је уништена или експлодирана далеко моћном Сирениксовом конвергенцијом Винкс девојака. Политеина италијанска гласовна глумица је Алесандра Коромпеј.

- Калшара и Брафилијус су главни антагонисти седме сезоне. Калшара је променљивог облика и Брафилијус је њен неспретни брат који има моћ мрачне магије. Њихов циљ је да ухвате све вилинске животиње Магичне димензије и стекну њихову моћ. Калшара и Брафилијус су некада били људи, али су постали створења налик животињама када је Калшара стекла дивљу магију. Брафилијус је украо камен сећања од Рокси и искористио га за путовање у прошлост са Винкс. Када је Калшара добила највећу моћ, Брафилијус ју је издао, украо је за себе и искористио је да позове најмоћније животиње у магичној димензији. Трикс су тада ухватиле Брафилијуса и претвориле га у пса, приморавајући Калшару да склопи привремено примирје са Винкс како би помогле да га врати. Када су Трикс протеране у лимбо, Брафилијусу је уклоњена највећа моћ. Калшара је била толико бесна због губитка највеће моћи да се одрекла Брафилијуса као свог брата, али је пала у магични вртлог када су се суочила са пећинским бићима која су бранила Брафилијуса. Калшаре више није било, али се Брафилијус променио у срцу и сада живи са пријатељским пећинским створењима. Калшарини и Брафилијусови италијански гласовни глумци су Емилија Коста и Карло Скипиони. Калшарини и Брафилијусови српски гласовни глумци су Бојана Тушуп и Ђорђе Симић.

- Арген (зван Опскурум док је био по Валторовом мрачном магијом) је секундарни антагониста у осмој сезони. Брат је краљице Доране од Луменије. Љубоморан на Доранину моћ, каналисао је енергију Валтора и користио снагу звезда да га оживи. Заузврат, Валтор је Аргену дао мрачне моћи и променио изглед. Аргенов италијански гласовни глумац је Паоло Де Сантис. Његов српски гласовни глумац је Виктор Влајић.

## Споредни ликови

### Особље школе и ученици
- Дафни, Блумина старија сестра, је нимфа Сиреникса. Своје магичне моћи и чаролије црпи из мора и пет елемената: вода, ватра, земља, ваздух и квинтесенција. До пете сезоне, Дафни је бестелесни дух због проклетства које су Античке вештице бациле на њу. Може телепатски да комуницира са Блум и води је током прве три сезоне, помажући Блум да обнови Домино и ослободи њихове родитеље. У петој сезони, Блум користи своју Сиреникс жељу да проклетство Сиреникса заувек буде сломљено, што Дафни враћа у физички облик. У шестој сезони, Дафни се поново повезује са својим моћима Сиреникса и придружује се Алфеи као професорка историје магије. Постаје крунисана принцеза свог родног света и удаје се за Торена. Дафнина италијанска гласовна глумица је Рафаела Кастели и њена холивудска гласовна глумица је Елизабет Гилис. Дафнине српске гласовне глумице су Јована Мишковић (1—2. сезона), Сандра Спасовски (3. сезона), Нина Линта Лазаревић (Тајна изгубљеног краљевства), Мариана Аранђеловић (Чаробна авантура), Јована Цавнић (5. сезона, 1—13. епизода) и Софија Јеремић (5. сезона, 14—26. епизода; 6—7. сезона).

- Фарагонда је директорка Алфее и професорка конвергенције и менторка је Винкс девојкама. Фарагонда има добар однос и мало ривалства са госпођом Грифин из Облачног торња, школе за вештице. У трећој сезони открива се да је то зато што су заједно радили на одбрани Домина од Валтора и Античких вештица. Фарагондине италијанске гласовне глумице су Роберта Греганти и Ђио Ђио Рапарони и њена холивудска гласовна глумица је Кери Волгрен. Фарагондине српске гласовне глумице су Наташа Балог (1—3. сезона), Душица Синобад (Тајна изгубљеног краљевства), Александра Цуцић (4. сезона), Мариана Аранђеловић (Чаробна авантура), Јована Јелић (5. сезона, 14—26. епизода; 6. сезона), Миомира Драгићевић (7. сезона) и Тамара Белошевић (4. и 8. сезона).

- Гризелда је заменица директорке госпођице Фарагонде и шефица дисциплине у Алфеи. Гризелда је најстрожа професорка у Алфеи која предаје технике које укључују одбрамбене способности и способности рефлексије, као и нове чаролије. Гризелдине италијанске гласовне глумице су Франка Лумачи и Рашел Паолели. Гризелдине српске гласовне глумице су Ана Марковић (1—3. сезона), Јована Цветковић (Тајна изгубљеног краљевства), Мина Лазаревић (4. сезона Блу Хаус), Даница Тодоровић (Чаробна авантура), Јадранка Пејановић (5. сезона, 1—13. сезона), Миомира Драгићевић (5. сезона, 14—26. епизода; 6—7. сезона) и Александра Белошевић (4. и 8. сезона).

- Визгиз је леприкон учитељ преношења облика. Најстарији је члан Алфеиног особља и предаје 1.000 година. Понекад може бити напет и има тешку везу са Стелом због незаинтересованости за њене оцене. Визгизови италијански глумци су Мино Каприо и Стефано Онофри и његов холивудски гласовни глумац је Ди Бредли Бејкер. Визгизови српски гласовни глумци су Милан Антонић (1—4. сезона), Предраг Дамњановић (5. сезона, 14—26. епизода; 6—7. сезона) и Владимир Тешовић (4. и 8. сезона).

- Паладиум је вилењак који предаје напитакологију у Алфеи. Такође је задужен за комору магичне стварности, симулатор који ствара виртуелни свет. У првој сезони је неасертиван и недостаје му самопоуздања. У другој сезони еволуира у самопоузданијег лика старијег изгледа. Паладиумови италијански гласовни глумци су Виторио Ђеријери и Стефано Онофри и његов холивудски гласовни глумац је Мичел Витфилд. Паладиумови српски гласовни глумци су Жељко Алексић (1—2. сезона), Срђан Јовановић (3. сезона), Небојша Миловановић (4. сезона), Зоран Стојић (5. сезона), Предраг Дамњановић (6—7. сезона) и Предраг Ђорђевић (4. и 8. сезона).

- Нат је жути огр који је првобитно радио за Трикс. Кратковидао је; шала у првој сезони је да мора да помогне Трикс или ће бити присиљен да увек носи наочаре. Касније прелази на добру страну, бојећи се да ће Трикс циљати његову врсту. Постаје домар у Алфеи. Натови италијански гласовни глумци су Роберто Драгети и Стефано Били и његов холивудски гласовни глумац је Питер Емшвилер. Натови српски гласовни глумци су Милан Антонић (сезоне 1—3) и Мирко Јокић (8. сезона).

- Мирта је вила која је некад била вештица у Облачном торњу пре него што се придружила Алфеи. Због мешања у посао Трикс, она је претворена у бундеву за другу половину прве сезоне. Флора држи бундеву у својој соби и нежно се брине о њој, покушавајући неколико пута да је врати у природни облик. На крају прве сезоне, она је поново претворена у девојку и постаје ученица у Алфеи. Миртина италијанска гласовна глумица је Гала Болоњези и њена холивудска гласовна глумица је Натали Ландер. Митрине српске гласовне глумице су Јована Мишковић (1—2. сезона) и Сандра Спасовски (3. сезона).

- Луси је једини Миртин прави пријатељ у Облачном торњу. Луси је висока и бледа, има ниско самопоштовање и очајнички жели да се спријатељи с Трикс у првој сезони. Луси је поносна што је вештица и Миртино одбијање мрачне магије схватила је као личну увреду. Лусина италијанска гласовна глумица је Мливија Боначини и њена холивудска гласовна глумица је Џесика Дичико. Лусине српске гласовне глумице су Александра Ђурић (1—2. сезона) и Сандра Спасовски (3. сезона).

- Кристал је принцеза од Линфеје. Има светлу боју коже, равну дугу светлољубичасту ружичасту косу до колена и светло зелене очи. Она је Хелијина пријатељица из детињства. Кристалина италијанска гласовна глумица је Франческа Риналди и њена холивудска гласовна глумица Симфоник Милерје. Кристалина српска гласовна глумица је Јована Цавић.

- Амарил је вила која носи жуту и зелену вилинску одећу и има розе и наранџаста крила. Има помало став и понекад је комична. Амарил можда има пријатељски однос са Миртом и Луси, јер се може видети са њима на Мусином концерту током друге сезоне, а њих троје их Муса позива да изађу на бину са Винкс за последњу песму. Она и Стела се нису добро слагале током прве две сезоне, пошто је Амарил покушала да нападне Стелу у једном од часова. На крају треће сезоне, Стела и Амарил су оставиле по страни своје сукобе. Амарилина италијанска гласовна глумица је Милива Бонацини и њена холивудска гласовна глумица Георгина Кордова. Амарилина српска гласовна глумица је Софија Јеремић (1—2. сезона), Мариана Аранђеловић (3. сезона), Александра Цуцић (4. сезона Блу Хаус) и Марија Жеравица (4. сезона Облакодер).

- Нова: Вила која је дебитовала у сезони 3. Има светлу боју коже, равну дугу светло наранџасту косу до кукова са дугим шишкама и плавим очима. Она је са Соларије, а када су Винкс, минус Стела, на Андросу, она је та која Стели даје све најновије вести о Соларији. Она има велико интересовање да чита све. Новина италијанска гласовна глумица је Моника Ворд и њена холивудска гласовна глумица Симфоник Милер. Новина српска гласовна глумица је Снежана Јеремић Нешковић.

- Саладин: Директор Црвене фонтане и Хелијин ујак. Он је стари, веома моћан чаробњак. У сезони 3 је откривено да су он, Фарагонда и Грифин помогли у одбрани Домина од Античких вештица као део Дружине Светлости заједно са Блуминим родитељима. Саладинов италијански гласовни глумац је Оливијеро Динели и његов холивудски гласовни глумац Рене Обержоноа. Саладинов српски гласовни глумац је Марко Марковић.

- Професор Кодаторта је заменик директора и шеф дисциплине у Црвеној фонтани. Не зна се много о њему осим да је веома робустан и активан и да је некада био темплар Рокалучеа. Кодатортин италијански гласовни глумац је Оливијеро Динели и његов холивудски гласовни глумац Рене Обержоноа. Кодатортин српски гласовни глумац је Марко Марковић

- Грифин је директорка Облачног торња и добра пријатељица Фарагонде. Грифин може деловати строго, али она брине о својим ученицима и браниће их ако им прете. Удружила се са Валтором да би радила за Античке вештице док је била млада вештица. Побегла је и одбранила Домино заједно са Фарагондом и Саладином против Античких вештица. Грифинини српски гласовни глумци су Мариана Аранђеловић (1–3. сезона), Александра Ширкић (Чаробна авантура), Сандра Спасовски (6. сезона) и Ђурђина Радић (8. сезона).

### Ликови из матичног света
- Мајк и Ванеса су Блумини усвојитељи на Земљи. Мајк је ватрогасац који на Блум гледа као на дете. Ванеса је цвећарка доброг срца која води сопствену цвећару. Мајкови и Ванесини италијански гласовни глумци су Роберто Сертома и Барбара Де Бортоли и њихови холивудски гласовни глумци су Џејмс Патрик Стјуарт и Ејприл Стјуарт. Мајкови српски гласовни глумци су Радован Вујовић (1—3. сезона), Бојан Лазаров (Тајна изгубљеног краљевства), Небојша Миловановић (4. сезона Блу Хаус), Данило Михајловић (4. сезона Облакодер), Милан Антонић (Чаробна авантура), Зоран Стојић (5. сезона), Ђорђе Симић (6. сезона) и Александар Кецман (8. сезона). Ванесине српске гласовне глумице су Ана Марковић (1—2. сезона), Јована Мишковић (3. сезона), Душица Синобад (Тајна изгубљеног краљевства), Снежана Нешковић (4. сезона), Даница Тодоровић (5. сезона, 1—13. епизода), Јована Јелић (6. сезона) и Ђурђина Радић (4. и 8. сезона).

- Мици је Блумина размажена бивша комшиница, другарица из школе и супарница. Исмевала је Блум када су ишле у исту школу у Гарденији. Привремено се трансформише у Мрачну вилу након што је прихватила понуду Чаробњака црног круга. Мици има млађу сестру по имену Мејси, која показује саосећање са Винкс и спријатељи се с њима. Мици је обожаватељка Трикс, док Мејси воли Винкс. Мицина италијанска гласовна глумица је Моника Вулкано и њена холивудска гласовна глумица је Данијела Моне. Мицине српске гласовне глумице су Софија Јеремић (1—3. сезона), Мина Лазаревић (4. сезона Блу Хаус), Анита Стојадиновић (4. сезона Облакодер) и Владислава Спасић (5. сезона).

- Џејсон Квин је уметник који открива Мјузин певачки таленат и одлучује да од ње направи поп звезду. Џејсонов италијански гласовни глумац је Нисем Онорато и њен холивудски гласовни глумица је Чарли Шлатер. Џејсонови српски гласовни глумци су Милан Антонић (Блу Хаус) и Мирко Јокић (Облакодер).

- Енди је Блумин бивши дечко из средње школе. Ендијев италијански гласовни глумац је Ђанлука Кризафи и његов холивудски гласовни глумац је Џастин Прентис. Ендијеви српски гласовни глумци су Марко Марковић (Блу Хаус) и Матија Живковић (Облакодер).

- Краљ Орител и Краљица Мерион су биолошки родитељи Дафни и Блум, као и владари Домина. Њихова планета је уништена и они су били заробљени у мрачном царству званом Круг Обсидијана. Блум већи део свог живота не зна где се налазе. Блум од Античких вештица сазнаје да су живи на месту изван домета Магичне Димензије. У првом филму, Блум ослобађа Оритела и Марион након што је уништила димензију обсидијана и оживела Домино. Поново се уједињују са Блум. Орителови италијански гласовни глумци су Лука Грацијани и Марко Басети и његов холивудски гласовни глумац је Џош Китон. Марионина италијанска гласовна глумица је Рашел Паолели и њене холивудске гласовне глумице су Лариса Олејник и Греј Делајл. Орителови српски гласовни глумци су Иван Томић (Тајна изгубљеног краљевства) и Милан Тубић (Чаробна авантура). Марионине српске гласовне глумице су Миљана Кравић (Тајна изгубљеног краљевства), Мариана Аранђеловић (Чаробна авантура) и Софија Јеремић.

- Принцеза Дијаспро је члан Ераклионовог племства која је била Скајева договорена вереница све док није упознао Блум. Она има моћи драгуља. Она је себична и материјалистичка принцеза која се мало обазире на добробит других. У трећој сезони, Дијаспро покушава да поврати наклоност Скаја удружујући се са Валтором и номинујући се за краљевог официра за везу Ераклиона, али она не успева. У шестој сезони, Дијаспро се удружује са Трикс. Дијасприне италијанске гласовне глумице су Алесија Ла Моника и Катја Сорентино и њене холивудске гласовне глумице су Аријана Гранде и Касандра Морис. Дијасприне српске гласовне глумице су Ана Марковић (1—2. сезона), Софија Јеремић (3. сезона), Јована Цавнић (5. сезона, 14—26. епизода) и Нина Перишић (8. сезона).

- Краљ Радијус и Краљица Луна су Стелини разведени родитељи. Радијус поседује моћи Соларијског Сунца и његова животна снага стопљена је са другим Сунцем Соларије. Луна има моћи Месеца и светлости Соларије. Радијусови и Лунини италијански гласовни глумац су Фабрицио Темперини и Иларија Ђорђино и њихови холивудски гласовни глумци су Андре Сођилуцио и Меган Кавана. Радијусови српски гласовни глумци су Радован Вујовић (3. сезона), Зоран Стојић (5—6. сезона) и Матија Живковић (8. сезона). Лунине српске гласовне глумице су Александра Ширкић (5. сезона) и Драгана Кураица (8.сезона).

- Грофица Касандра и Шимера су племкиње са Соларије које су представљене у трећој сезони. Удружују се са Валтором како би стекле контролу над Соларијом. Касандра је верена за Стелиног оца Радијуса и баца на њега чаролију која га тера да чини све што она каже, укључујући протеривање Стеле. Шимера користи своју магију да Стелу претвори у чудовиште и замењује је као принцезу Соларије. Након што их Стела порази, краљ Радијус отказује венчање са Касандром и шаље их у тамницу. Касандрине и Шимерине италијанске гласовне глумцие су Франческа Драгети и Рафаела Кастели. Касандрине и Шимерине српске гласовне глумице су Ана Марковић и Сандра Спасовски.

- Мјеле је Флорина млађа сестра чије су моћи изведене из биљака. Мјеле помаже Винкс када посете Линфеју. Мјелине италијанске гласовне глумице су Бенедета Гравина и Гала Болоњези и њена холивудска гласовна глумица је Џесика Дичико. Мјелине српске гласовне глумице су Софија Јеремић (3. сезона), Јована Цавнић (6. сезона), Даница Тодоровић (7. сезона) и Ана Марија Стаменковић (8. сезона).

- Хо-Бо је музичар и Мјузин самохрани отац. Његова супруга Матлин је била певачица која је умрла док је Мјуза била мала. Хо-Бо може бити превише заштитнички настројен према Мјузи јер се плаши да ће и њу изгубити. Спорадично се појављује током серије, док се Матлин појављује у флешбековима и у холографу који Мјуза носи. Хо-Боов италијански гласовни глумац је Фабрицио Темперини. Хо-Боов и Матлинини холивудски гласовни глумци су Џим Ворд и Лора Бејли. Хо-Боови српски гласовни глумци су Милан Антонић (2. сезона), Зоран Стојић (5. сезона) и Мирко Јокић (8. сезона).

- Магнетија и Електронио су Технини родитељи. Они су проналазачи које занима наука. Живе у Зениту и сакупљају читав низ технолошких уређаја. Не одобравају Тимија кад га први пут упознају, али прихватају га након што демонстрира своју интелигенцију и докаже љубав према Техни. Магнетијини и Елктронионови италијански гласовни глумци су Иларија Ђорђино и Виторио Геријери и њихови холивудски гласовни глумци су Џенифер Коди и Ди Бредли Бејкер.

- Краљица Моргана и Клаус су Роксиини родитељи. Моргана је бивша краљица земаљских вила која се осветила црном кругу због затварања. У четвртој сезони абдицира са свог трона да би живела са супругом и ћерком у Гарденији. Клаус је човек са Земље који о Морганиним моћима сазнаје тек касније у серији. Власник је музичког бара Фрути у којем он и Рокси раде. Морганине италијанске гласовне глумице су Алесандра Касиоли и Франческа Риналди. Клаусов италијански гласовни глумац је Клаудио Монета. Морганини и Клаусови холивудски гласовни глумци су Минди Стерлинг и Мајкл Донован. Клаусови српски гласовни глумци су Марко Марковић (Блу Хаус) и Милош Лаловић (Облакодер). Морганине српске гласовне глумице су Наташа Балог (Блу Хаус) и Милица Јанкетић (Облакодер).

- Краљица Небула је Морганина заменица. Она је једна од моћних земаљских вила која је била заробљена у мистичном белом кругу. Некада је била вила мира, али се претворила у вилу рата због своје снажне мржње према људима и ловцима на виле. На крају четврте сезоне она пушта свој бес и постаје нова краљица земаљских вила. Небулине италијанске гласовне глумице су Валентина Мери и Рашел Паолели и њене холивудске гласовне глумице су Карен Страсман и Греј Делајл. Небјулине српске гласовне глумице су Александра Цуцић (4. сезона Блу Хаус), Тања Живковић (4. сезона Облакодер) и Бојана Тушуп (6. сезона).

- Дајана је главна вила природе и живи у Амазонској шуми са својим следбеницама, амазонским вилама. Дајанина италијанска гласовна глумица је Ракеле Паолели њена холивудска гласовна глумица је Тара Стронг. Дајанине српске гласовне глумице су Мина Лазаревић (Блу Хаус) и Александра Белошевић (Облакодер).

- Аурора је главна земаљска вила на северу и живи у лебдећој леденој палати званој Ледени торањ. Њене следбенице су арктичке виле. Аурорина италијанска гласовна глумица је Анџела Бруза њена холивудска гласовна глумица је Меган Голдсмит. Аурорине српске гласовне глумице су Мина Лазаревић (Блу Хаус) и Снежана Кнежевић (Облакодер).

- Сибила је вила правде и живи у пећини која се налази на планинама Сибилини у Италији заједно са својим следбеницама, Рустичним вилама. Сибилова холивудска гласовна глумица је Сирена Ирвин. Сибилове српске гласовне глумице су Снежана Јеремић Нешковић (Блу Хаус) и Мирјана Тебињац (Облакодер).

- Краљ Нептун и Краљица Лигеа су владари морских људи мора Андроса и родитељи Тресе, Нереја, Тритана. Нептун је такође брат Тередора, што га чини Аишиним ујаком. Лигеине италијанске гласовне глумице су Антонела Риналди и Данијела Абруцезе. њена холивудска гласовна глумица је Ларејн Њумен. Нептунови италијански гласовни глумац је Пјерлуиђи Асторе њени холивудски гласовни глумац је Кејт Фарли. Нептунов српски гласовни глумац је Зоран Стојић. Лигеиине српске гласовне глумице су Софија Јеремић (3. сезона) и Даница Тодоровић (5. сезона).

- Треса је принцеза сирена и Аишина рођака. Тресине италијанске гласовне глумице су Албертита Вити и Елеонора Рети њена холивудска гласовна глумица је Лора Бејли. Тресине српске гласовне глумице су Мариана Аранђеловић (3. сезона), Јадранка Пејановић (5. сезона, 1—13. епизода) и Јована Цавнић (5. сезона, 14—26. епизода).

- Нереј је престолонаследник мора Андорса, Тританов брат близанац и Аишин рођак. Нерејев италијански гласовни глумац је Марко Вивио његов холивудски гласовни глумац је Вил Фридл. Нерејев српски гласовни глумац је Зоран Стојић (5. сезона, 14—26. епизода).

- Елдора је вила кума и чувар Легендаријума. У младости је била студент Алфее и, након многих путовања по магичном универзуму, постала је чувар изгубљене Александријске библиотеке у којој је чувала Легендаријум. Упознавши Селину, открила је да млада девојка има велики магични потенцијал и одлучила је да постане вила кума. Међутим, Селинино држање се променило због Легендаријума и она је изабрала да постане вештица уместо вила, срећно одабравши да ради за свог господара и новог ментора Ахерона у замену за велику моћ и владавину поред њега. Елдора сада живи у Гарденији и цвеће је њена страст. Елдорова италијанска гласовна глумица је Ени Хен и њенa холивудскa гласовна глумица је Ејприл Стјуарт. Елдорин српски гласовна глумица је Миомира Драгићевић.

- Лу Веи је последњи кротитељ змајева на Земљи. Живи у Кини, близу Кинеског зида. Лу Вејев холивудски гласовни глумац је Сем Ригел. Лу Вејев српски гласовни глумац је Ђорђе Симић.

- Краљица Дорана и Твинкли су чланови магичне ванземаљске врсте зване Лумени које су представљени у осмој сезони. Долазе са Луменије, звезде која осветљава Соларију и могу створити магичну звездану прашину. Дорана је краљица звезда која делује као владарка Луменије. Твинкли је гласница Луменије. Доранине и Твинклине италијанске гласовне глумице су Данијел Абруцез и Џулија Тарћини. Доранина српска гласовна глумица је Драгама Томић Роксандић. Твинклина српска гласовна глумица је Круна Ђорђевић.

### Везана створења
- Пиксији су прва магична бића која се везују за виле. Представљени су у другој сезони након што су их Винкс спасиле од Даркара. Заснован делом на привидима британског фолклора, сваки има посебан таленат.
  - Локет је пикси портала и Блумин је везани пикси, којој помаже у проналажењу пута и физички и емоционално. Локетине српске гласовне глумице су Александра Ђурић (2—3. сезона), Наташа Балог (4. сезона Блу хаус), Ивона Рамбосек (4. сезона Облакодер), Даница Тодоровић (Чаробна авантура) и Бојана Тушуп (6—7. сезона).
  - Амор је пикси љубави и Стелин је везани пикси. Аморине српске гласовне глумице су Ана Марковић (2—3. сезона), Наташа Балог (4. сезона Блу хаус), Ана Марија Стаменковић (4. сезона Облакодер) и Софија Јеремић (6—7. сезона).
  - Чата је пикси трачева и Флорин је везани пикси. Изузетно је причљива, ужива у писању бодрења и подстиче Флору да изрази своје мисли. Чатине српске гласовне глумице су Јелена Стојиљковић (2—3. сезона; Чаробна авантура), Мина Лазаревић (4. сезона Блу хаус), Ђурђина Радић (4. сезона Облакодер) и Миомира Драгићевић (6—7. сезона).
  - Тјун је пикси морала и Мјузин је везани пикси. Она је примерена и правилна са љубичастом косом. Тјун верује у то да је дама и непрестано зановета Мјузи, која је позната по свом одлазном понашању. Тјунине српске гласовне глумице су Александра Ширкић (2. сезона; Чаробна авантура), Јелена Ђорђевић (3. сезона), Снежана Нешковић (4. сезона Блу хаус) и Ђурђина Радић (4. сезона Облакодер).
  - Диџит је пикси нанотехнологије и Технин је везани пикси. Показује мало осећања, али је у блиској вези са Техном. Они међусобно изазивају умове, разговарају о сличним интересима и говоре на сличан сложен начин. Диџитине српске гласовне глумице су Софија Јеремић (2—3. сезона), Наташа Балог (4. сезона Блу хаус), Нина Перишић (4. сезона Облакодер) и Мариана Аранђеловић (Чаробна авантура).
  - Пиф је пикси слатких снова и Аишин је везани пикси. Ублажава ноћне море заспавањем на глави сањара, што помаже у ублажавању Аишиних ноћних мора. Пиф не може да разговара и комуницира у бебином блебетању. Аишин немир уравнотежен је Пифиним сталном поспаношћу.
  - Карамел је пикси суперснаге. Она мења Диџит као Технин пикси од шесте сезоне. Карамелина српска гласовна глумица је Сандра Спасовски (6. сезона).
  - Шери је пикси времена. Она мења Тјун као Мјузин пикси од шесте сезоне. Шерине српске гласовне глумице су Бојана Тушуп (6. сезона), и Мариана Аранђеловић (7. сезона).

- Вилински љубимци су група плишаних играчака са Земље које је оживела магија Винкса. Блумин љубимац је бело плишано јагње по имену Бел; Стелина је пудла Џинџер; Флорина је маче Коко; Мјузин је меда Пепе; Технино је паче Чико и Аишин је кунић Мили. Џинџер и Мили имају тенденцију да се боре за Кикову пажњу. Роксиин вилински љубимац је неименовани тигар који се појављује само на роби.

- Селкији живе у океанима и раде као чувари океанских портала на различитим планетама. Делом се заснивају на селкијима галског фолклора. У петој сезони, Тритон краде њихове моћи да би добио приступ Бесконачном океану; њихове моћи се обнављају када се вила са њихове матичне планете повеже са њима. Селкији могу да осете када је њихова везана вила у близини. Серена, чуварка Домина, везана је за Блум; Илирис, чуварка Соларије, везан је за Стелу; Десире, чуварка Линфеје, везана је за Флору; Сона, чуварка Мелодија, везана за Мјузу; Литија, чуварка Зенита, везана је за Техну и Леми, чуварка Андроса, везана је за Аишу. Појављују се и два невезана селкија: Фила, чуварка Земље и Ниса, чуварка Меџикса.

- Вилинске животиње су митска бића за која се Винкс вежу у седмој сезони. Свако има моћ или тајну која одржава ред у универзуму. Блумина вилинска животиња је једнорог по имену Елас (глас позајмио Предраг Дамњановић), којег она спашава када је постана чудовиште које мења облик. Стелина је шајнигрид налик птици по имену Сунчица (глас позајмила Даница Тодоровић; Флорин је магични вук по имену Амарок (глас позајмио Владимир Василић; Мјузин је мачак по имену Крити (глас позајмила Наташа Аксентијевић; Технина је технолошка веверица по имену Лепршавко (глас позајмили Ђорђе Симић и Владимир Василић) и Аишин је плачи-плач по имену Сквонк (глас позајмио Ђорђе Симић).